# Abdolhossein Teymurtash

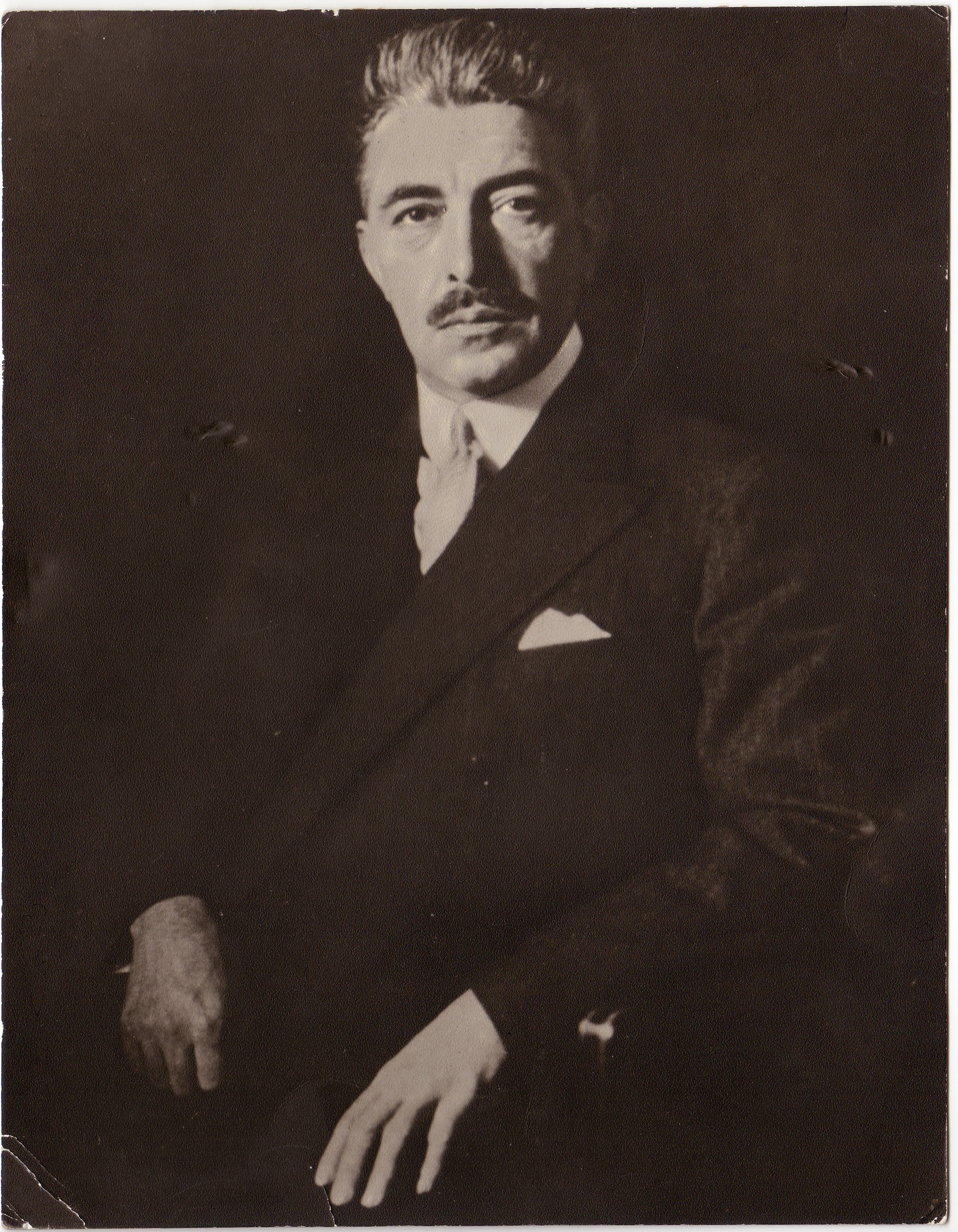
Abdolhossein Teymurtash

Abdolhossein Teymurtash oder Tejmurtasch (persisch عبدالحسین تیمورتاش Abd-ol Hossein Teymurtāsch; * 1883; † 3. Oktober 1933) war mehrfach Abgeordneter im Madschles, Gouverneur von Gilan (1919–1920), Justizminister (1922), Gouverneur von Kerman (1923–1924), Arbeitsminister (1924–1925) und nach der Wahl Reza Chans zum Schah ab 1925 bis 1932 Hofminister (Hofmarschall im Range eines Ministers). Er gilt als einer der Architekten des modernen Iran. Er sprach fließend Persisch, Französisch und Russisch sowie Deutsch, Englisch und Türkisch. Er war zunächst mit Sorour ol Saltaneh der Nichte des Regenten Azod al Molk verheiratet, die ihm vier Kinder gebar. Mit seiner zweiten Frau Tatiana hatte er zwei Kinder.

## Jugend und Ausbildung

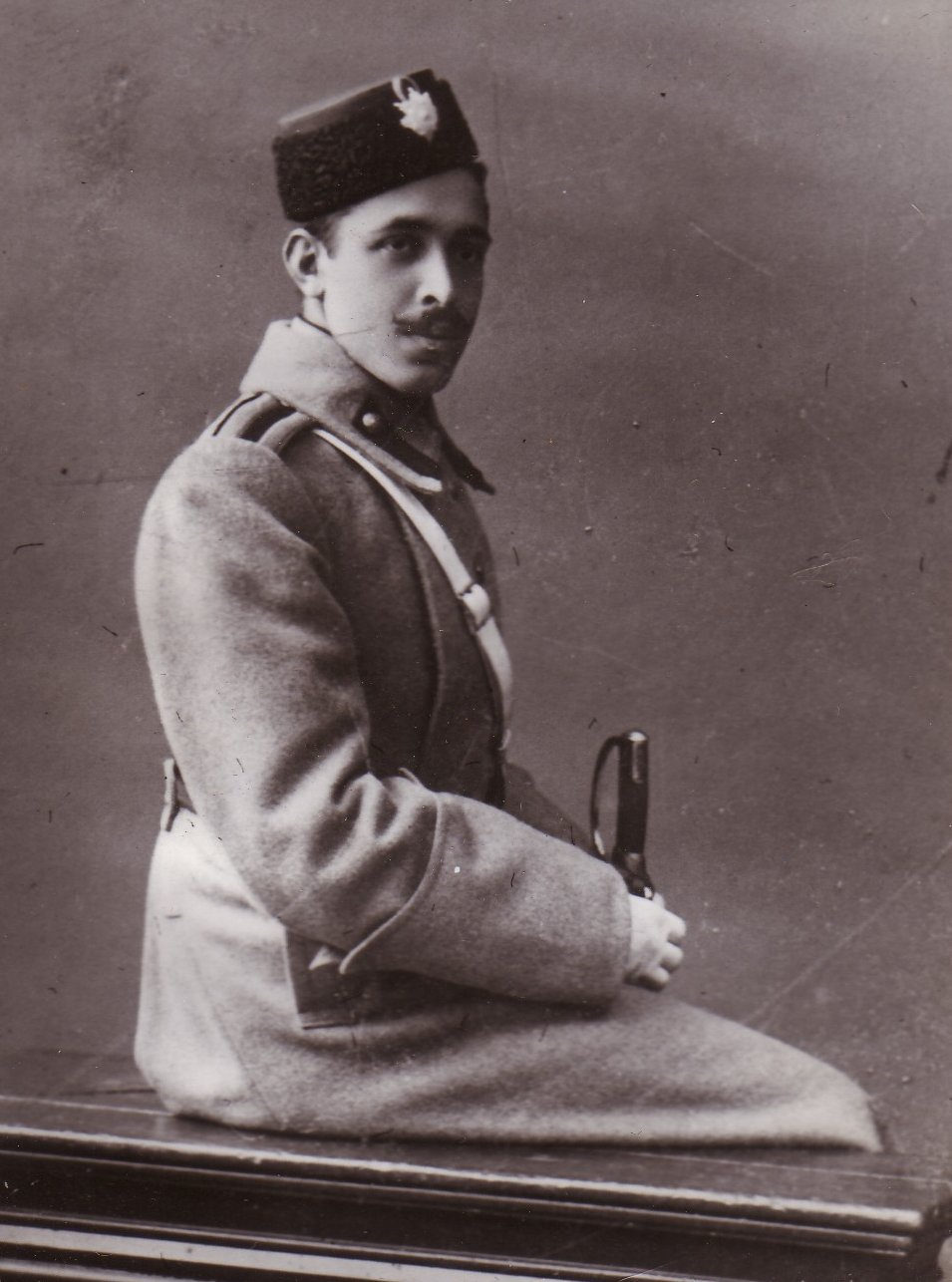
Teymurtasch als junger Kadett

Abdolhossein (Chan) Teymurtash (Sardar Moazam Chorasani) wurde 1883 als Nachkomme einer der prominentesten Familien des Iran in Bodschnurd in der Provinz Chorasan geboren. Sein Vater Karimdad Chan Nardini (Moa’zes-al Molk) war Großgrundbesitzer in Chorasan. Bereits mit elf Jahren verließ er Iran und ging in Eschghabad in Russland zur Schule. Sein Studium absolvierte er an der zaristischen Nikolaev Militärakademie in Sankt Petersburg.

## Berufliche Laufbahn
In Iran begann er seine Laufbahn im Außenministerium zunächst als Übersetzer. Mit 24 Jahren wurde er 1907 als Mitglied einer Delegation von Mohammed Ali Schah nach Europa gesandt.
Während der Konstitutionellen Revolution war Teymurtash Mitglied der konstitutionellen Gesellschaft von Chorasan, die von Malek al-Mutakallimin geleitet wurde. Während des Putsches Mohammed Ali Schahs gegen die konstitutionelle Regierung im Jahre 1909 stellte sich Teymurtash trotz seiner Nähe zum Hof auf die Seite der Parlamentarier und übernahm das Kommando über die zum Schutz des Parlaments herbeigeeilten Freiwilligen gegen die Truppen von Mohammed Ali Schah. Teymurtash war 1909 mit 26 Jahren zum jüngsten Abgeordneten als Vertreter von Neyschabur ins Parlament gewählt worden.
Nach dem Ersten Weltkrieg wurde Teymurtash 1919 Gouverneur von Gilan und musste sich mit der Dschangali-Bewegung und ihrem Anführer Mirza Kutschak Khan auseinandersetzen. Bereits 1920 ging er zurück nach Teheran, worauf Mirza Kutschak Chan in Gilan die von der kommunistischen Regierung in Russland unterstützte persische Sowjetrepublik ausrief. Am 21. Februar 1921 kam es dann in Teheran zu einem von Seyyed Zia al Din Tabatabai angeführten Putsch. Tabatabai bot Teymurtash einen Posten in seinem neuen Kabinett an, was dieser jedoch ablehnte. Wenig später wurde er dann zusammen mit vielen anderen politischen Gegnern Tabatabais verhaftet und bis zum Sturz Tabatabais in Qom gefangen gehalten.

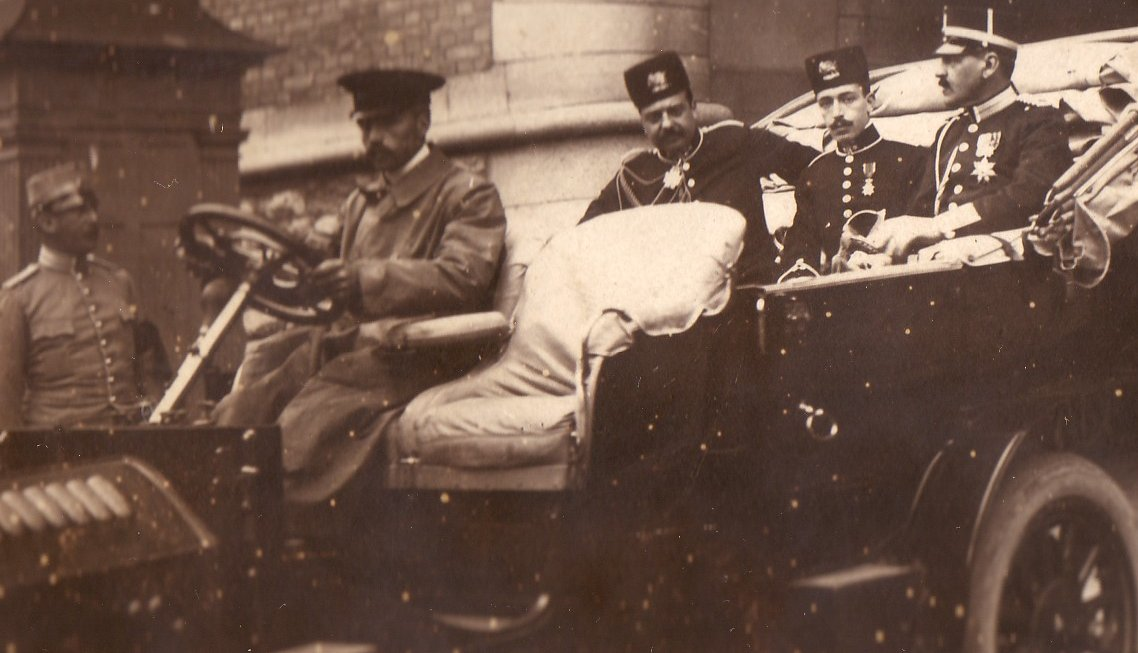
Teymurtash besucht Europa als Mitglied einer persischen Delegation (1907)

Nach seiner Entlassung aus dem Gefängnis wurde Teymurtash Justizminister im Kabinett von Premierminister Hassan Pirnia („Moschir-al Dowleh“). Er hatte den Auftrag bekommen, das Justizwesen Irans zu reformieren. Wenig später wurde er Arbeitsminister. In dieser Funktion brachte er 1924 einen Gesetzesentwurf zur Finanzierung des Baus der Trans-Iranischen Eisenbahn durch die Besteuerung von Tee und Zucker im Parlament ein. Eine weitere wichtige Gesetzesvorlage von Teymurtash bezog sich auf die Aufhebung aller von den Kadscharen-Schahs an ausländische Unternehmen gegebenen Konzessionen. Die von Teymurtash 1924 entworfene Gesetzesvorlage konnte allerdings erst 1927 nach dem Sturz der Kadscharendynastie unter Reza Schah vom Parlament verabschiedet werden.
In den 1920er-Jahren war Teymurtash Mitbegründer der „Gesellschaft für das kulturelle Erbe Irans“. Er unterstützte mit Regierungsgeldern Allameh Ghazvini, der durch Europas Bibliotheken reiste, um alte persische Handschriften zu kopieren und in den Iran zurückzubringen und Ahmad Kasravi, der die Geschichte der Konstitutionellen Revolution erforschte. Darüber hinaus setzte er sich für die Gründung von Bibliotheken und Museen ein und beteiligte sich aktiv an der Neugestaltung der Grabmäler von Firdausi im Jahre 1934 und Hafis im Jahre 1938.

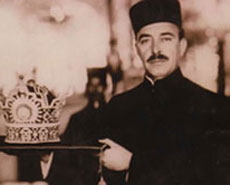
Teymurtash mit der neuen Krone der Pahlavi-Dynastie

Nach 1925 war Teymurtash bis 1933 Hofminister von Reza Schah – eine Position, die es ihm erlaubte, sich an allen Vorhaben des Staates zu beteiligen. Sir Robert Clive, der britische Botschafter in Teheran in dieser Zeit, beschreibt die Position des Hofminister in einem 1928 nach Whitehall gesandten Telegramm wie folgt:

„Als Hofminister ist Teymurtash der engste politische Berater des Schahs. Sein Einfluss ist allgegenwärtig, und seine Macht übersteigt die des Premierministers. Er nimmt an allen Kabinettssitzungen teil und man kann seine Position mit der des Reichskanzlers vergleichen, ohne dass er direkte politischer Verantwortung trägt.“

Es waren Teymurtash und Ali-Akbar Davar, die 1925 die Parlamentarier davon überzeugten, dass die Kadscharendynastie abgelöst und Reza Chan zum neuen Schah gekrönt werden sollte. Sie formulierten die am 31. Oktober 1925 zur Abstimmung gebrachte Gesetzesvorlage, die dann mit 80 zu 5 Stimmen angenommen wurde, und die damit den Weg zum Thron für Reza Chan freimachte.

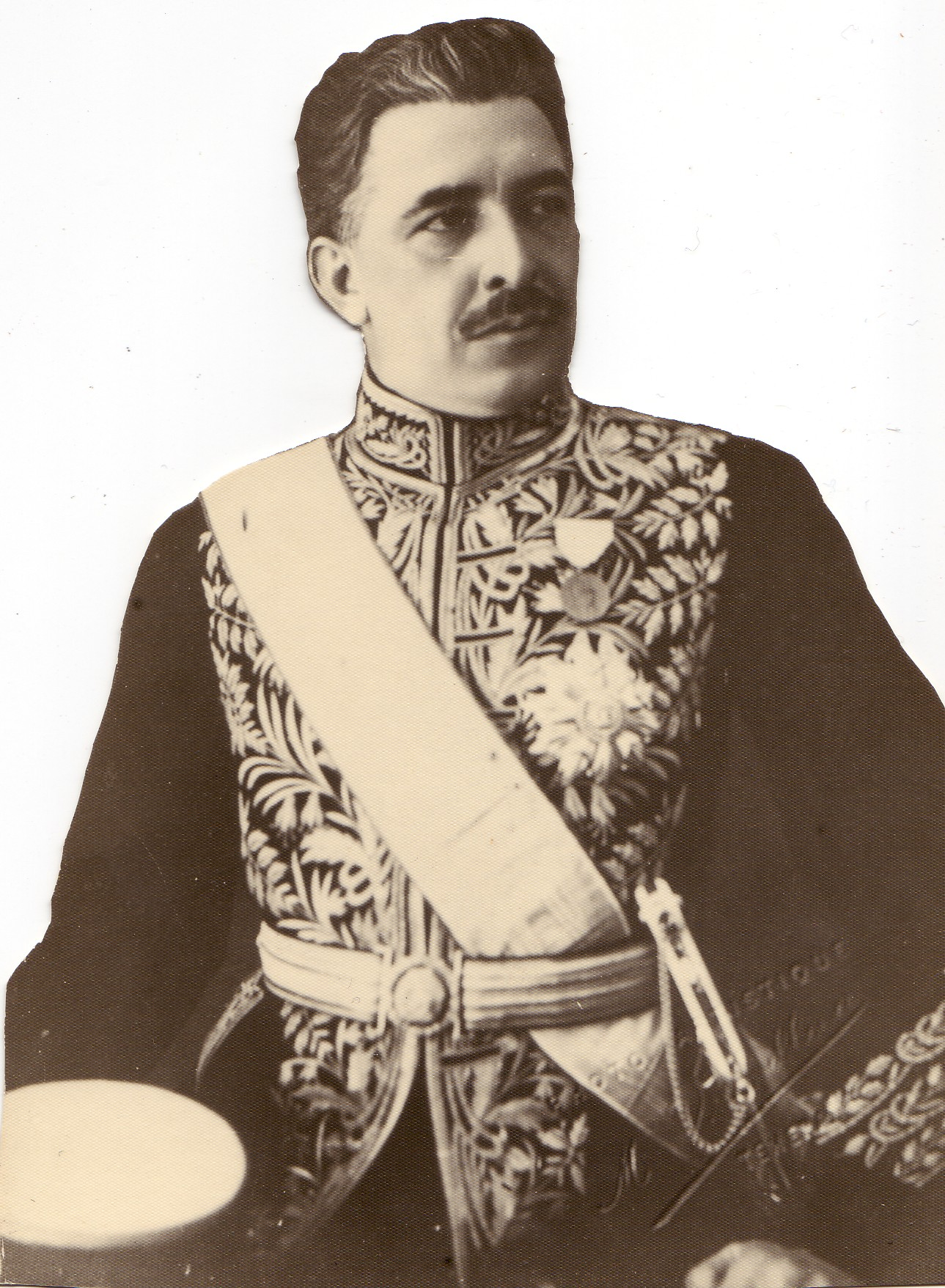
Teymurtash in der offiziellen Hofuniform

Reza Schah stellte mit dem Satz „Teymourtash Wort ist mein Wort“ klar, dass er Teymoutash bei der Neugestaltung des Irans vollständig vertraue.
Die Aufgabe des Hofministers bestand zuallererst darin, die Zusammenarbeit zwischen Reza Schah, dem Kabinett und dem Parlament zu organisieren. Darüber hinaus gab es eine direkte Berichtspflicht des Innenministeriums zur inneren Sicherheit. Gemeinsam mit Firuz Nosratdoleh und Ali-Akbar Davar bildete Teymurtash ein Triumvirat, das während der ersten sieben Jahre der Regentschaft von Reza Schah die dringend notwendigen Reformen Irans auf dem Weg zu einem Nationalstaat auf den Weg brachte.
Teymurtash widmete sich besonders den Reformen im Bildungswesen. So wurde unter seiner Leitung das gesamte Bildungswesen Irans vollständig erneuert. Das Schulsystem wurde vollständig säkularisiert. Das Grundschulen arbeiteten nun unter der Aufsicht des Staates und nicht der Geistlichkeit. Eine Gymnasialausbildung mit einem landeseinheitlichen Curriculum wurde eingeführt. Lehrbücher wurden aus staatlichen Mittel gedruckt und kostenlos bereitgestellt. 1928 wurde ein Stipendiaten-Gesetz verabschiedet, das jährlich 100 iranischen Studenten ein Auslandsstudium in Europa ermöglichte. Besondere Anstrengungen wurden unternommen, um den Anteil der Schülerinnen zu erhöhen. 1929 wurde eine Kommission zur Gründung der ersten Universität Irans, der Universität Teheran, gebildet.
Als eine der ersten außenpolitischen Aktivitäten als Hofminister gilt die Reise in die Sowjetunion im Jahre 1926, die zu einem Wirtschaftsabkommen zwischen der Sowjetunion und dem Iran führten. Teymurtash versuchte Iran außenpolitisch stärker an die USA, Italien und an Deutschland zu binden, um den britischen und russischen Einfluss auf die iranische Politik zu mildern. Zudem verbesserte er durch Besuchsreisen die Beziehungen zu den Nachbarländern Türkei, Irak und Afghanistan und arbeitete am Aufbau einer Allianz dieser Ländern und dem Iran. 1937 wurde ein Nichtangriffspakt zwischen diesen Ländern geschlossen.
Die wirtschaftspolitischen Reformen, die von Teymurtash angeregt worden waren, führten zur Neuverhandlung oder gänzlichen Abschaffung der von den Kadscharenschahs vergebenen Konzessionen an ausländische Unternehmen. So wurde der britischen Imperial Bank of Persia das Monopol für den Druck iranischer Banknoten entzogen, eine iranische Nationalbank gegründet und die Ausgabe iranischen Bargelds vom iranischen Staat nun selbst vorgenommen. Entscheidend für die weitere wirtschaftliche Entwicklung Irans waren die Neuverhandlungen der Verträge der dem britischen Staat gehörenden Anglo-Persian Oil Company, die noch auf der 1901 an William Knox D’Arcy gegebenen Konzession basierten und für Iran nur einen Gewinnanteil von 16 % vorsahen. Die ab 1928 neu ausgehandelten Verträge sicherten Iran einen höheren prozentualen Anteil an den Öleinnahmen und bestätigten die die Zentralregierung in Teheran als alleinigen Vertragspartner.

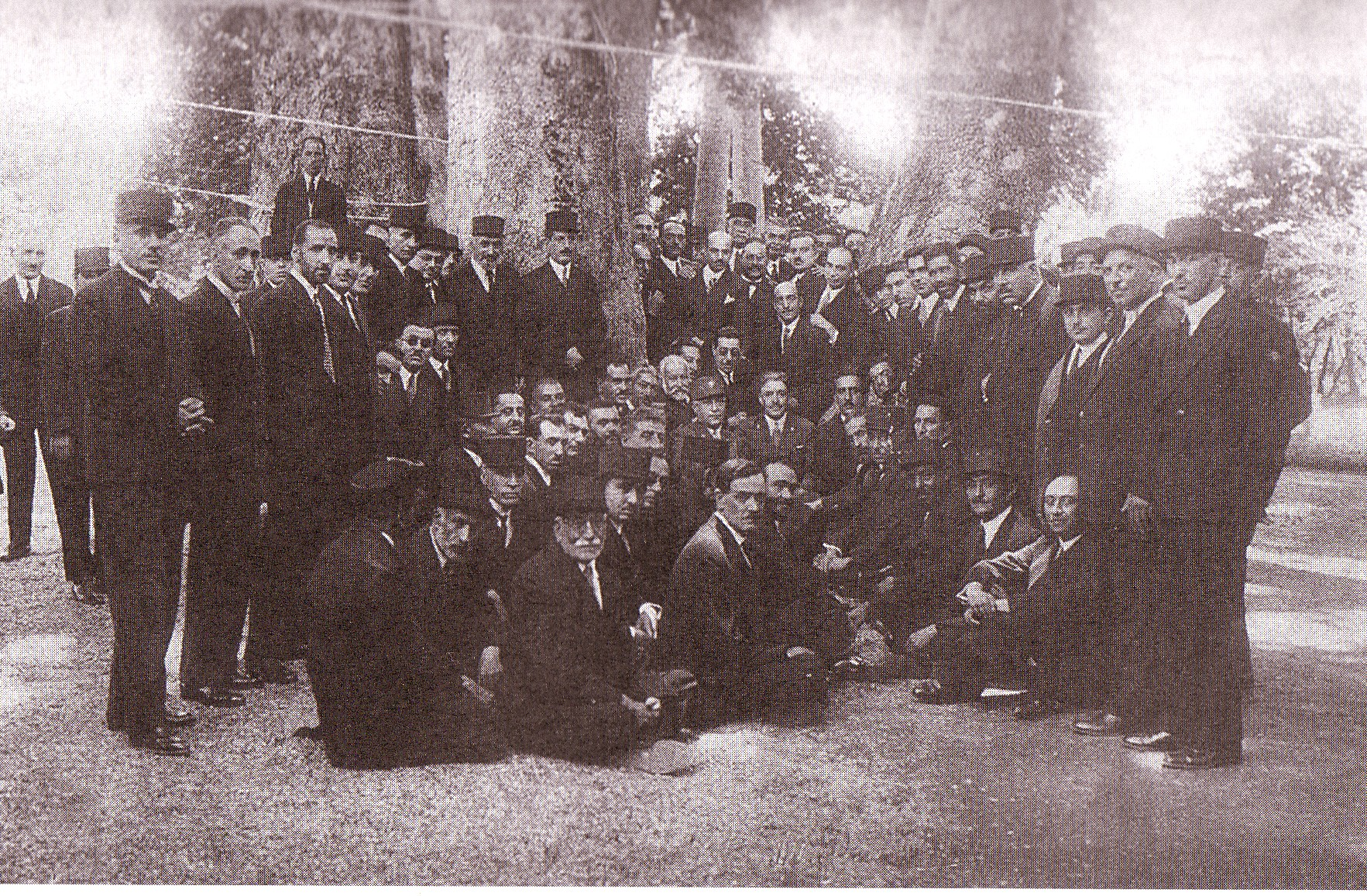
Teymurtash mit Abgeordneten des achten Majles

Sonderabkommen mit den lokalen Stammesführern und Sonderzahlungen an Provinzfürsten waren in Zukunft ausgeschlossen. Die Verhandlungen, die in Teheran, Lausanne, London und Paris geführt wurden, sollten bis 1933 dauern. Teymurtash forderte, dass 25 % des Aktienkapitals der APOC dem iranischen Staat übertragen werden und eine Mindestdividende von 12,5 % auf die Aktien ausgeschüttet werden müssten. Darüber hinaus sollten 2 Cent pro Fass plus 4 % Umsatzsteuer an den iranischen Staat abgeführt werden. Ferner sollte das Gebiet, in dem die APOC nach neuen Ölquellen suchen durfte und das bislang nahezu 50 % des iranischen Staatsgebietes eingeschlossen hatte, erheblich eingeschränkt werden. Als im November 1932 die Verträge immer noch nicht unterschriftsreif waren, zog Reza Schah die Verhandlungen an sich und erklärte die D’Arcy-Konzession für ungültig. Die Briten brachten die Sache vor den Internationalen Gerichtshof in Den Haag. 1933 wurde Teymurtash von Reza Schah aus seinem Amt entlassen. Kurze Zeit darauf wurde er verhaftet und beschuldigt, mit den Briten Sondervereinbarungen zum eigenen Vorteil getroffen zu haben. Nachdem die Verhandlungen neu aufgenommen worden waren, wurde das Verfahren in Den Haag ausgesetzt. Im April 1933 war dann das neue Abkommen unterschriftsreif. Es wurde am 28. Mai 1933 vom iranischen Parlament bestätigt. Das neue Abkommen hatte eine Laufzeit von 60 Jahren und reduzierte das Fördergebiet auf 100.000 Quadratmeilen. Die APOC musste dem iranischen Staat eine an der Fördermenge und den Marktpreisen ausgerichtete jährliche Konzessionsabgabe zahlen, die im Minimum 750.000 britische Pfund betrug.
Der im Gefängnis einsitzende Teymurtash wurde wegen Unterschlagung, Veruntreuung und Bestechung zu 5 Jahren Einzelhaft, 10.000 Pfund Sterling und 585.000 Rial verurteilt. Die ihm zur Last gelegten Vorwürfe hat Teymurtash immer bestritten. Am 3. Oktober 1933 starb Teymurtash im Gefängnis unter nicht näher geklärten Umständen. Nach der offiziellen Presseverlautbarung verstarb Teymurtash an Herzversagen.
Nach seinem Tod wurde der umfangreiche Landbesitz der Familie Teymurtashs nahezu vollständig beschlagnahmt und der Großteil der Familie unter Hausarrest gestellt. Der Hausarrest wurde erst 1941 nach der Besetzung Irans im Rahmen der Anglo-sowjetische Invasion auf Betreiben Stalins aufgehoben. Boris Barschanow, der ehemalige Sekretär Stalins, berichtete in seinen Memoiren, dass Teymurtash tatsächlich als Moskaus Agent tätig gewesen war. Als Agentenlohn erhielt Temurtash große Ländereien, die zuvor von einem sowjetischen Strohmann angekauft und dann zu einem Bruchteil ihres Wertes an Teymurtash weiterverkauft worden waren. Was nach einem legalen Grundstücksgeschäft aussah, war in Wahrheit eine Bezahlung für Informationen über die wichtigsten Angelegenheiten der iranischen Politik. Barschanow, der im Jahre 1928 aus der Sowjetunion über den Iran und Indien nach Frankreich geflohen war, hatte sich mit dieser über einen iranischen Offizier direkt an Reza Schah übermittelten Information über die Agententätigkeit Teymurtashs die Unterstützung der iranischen Behörden bei seiner Flucht erkauft.